# John Carew
John Carew, född 5 september 1979, Lørenskog, Akershus, är en norsk före detta fotbollsspelare (anfallare). Carew har blivit utsedd till "Årets Kniksen" som Norges bästa fotbollsspelare vid tre tillfällen, 2005, 2007 och 2008.

## Klubblagskarriär

### Genombrottet
John Carew fick sitt stora internationella genombrott i den norska klubben Rosenborg BK, efter att han köptes från Vålerenga IF för 23 miljoner NOK, den högsta övergångssumma klubben någonsin betalat. Det skulle snabbt visa sig att Carew var värd varenda krona Rosenborg betalade; redan i sin första match gjorde han två mål och inte mycket senare gjorde han fyra mål mot Skeid. I sin första UEFA Champions League-match gjorde han två mål mot Feyenoord. Carew fortsatte att ösa in mål och många europeiska toppklubbar fattade intresse. Till slut skrev han på kontrakt för spanska Valencia CF, vilket gav Rosenborg 75 miljoner NOK. 

### Champions League
Carew var del av Valencias lag när de förlorade på straffar i UEFA Champions League-finalen 2001. Carew satte sin straff.
Under samma cup gjorde Carew ett viktigt nickmål i andra kvartsfinalen mot Arsenal, då Valencia vann med 1–0. 2002/2003 var han än en gång ansvarig för att slå ut Arsenal, då han gjorde bägge mål i 2–1-vinsten mot dem i andra gruppspelssteget.

### Aston Villa
Den 22 januari 2007 skrev Carew på ett 3,5-årskontrakt för Aston Villa då Olympique Lyonnais bytte Milan Baroš mot honom. Carew tog tröjan med nummer 10, den som Baroš hade lämnat efter sig.
Carew gjorde sin debut för laget 31 januari samma år, i en match mot Newcastle och gjorde sitt första mål för laget i hemmadebuten mot West Ham.
Den 21 januari 2011 blev det klart att Carew lånas ut till Stoke resten av säsongen 2010-2011. Efter att Carews kontrakt med Aston Villa gått ut i slutet av maj blev han släppt på fri transfer av klubben.

## Landslagskarriär
Carew debuterade i det norska landslaget i november 1998. Han var med i truppen vid EM 2000 och har sedan debuten i landslaget spelat 91 landskamper och gjort 24 mål.

## Personligt
Carew är religiös och donerar pengar till välgörenhet. Han bidrar även till organisationer som Soccer Against Crime, MOT och Ungdom mot Vold. Under 2013 var Carew i Kanada och spelade in Dead of Winter, en thrillerfilm, som skådespelare.

## Meriter
- Norska cupen: 1997 (Vålerenga IF), 1999 (Rosenborg BK)[1]
- Tippeligaen: 1999 (Rosenborg BK)[1]
- La Liga: 2002 (Valencia CF)[1]
- Årets bästa norska spelare (Årets Kniksen): 2005, 2007 och 2008[1]
- Ligue 1: 2006 (Lyon)[1]

### Webbkällor
- ”John Carew”. fussballdaten.de. http://www.fussballdaten.de/spieler/carewalieujohn/. Läst 21 januari 2011.

### Fotnoter
1. 1 2 3 4 5 6 7 8 9 10  Holm, Jan (2020-02-25). ”John Carew” (på norskt bokmål). Store norske leksikon. http://snl.no/John_Carew. Läst 12 december 2021.
2. 1 2  ”John Carew - Player profile” (på engelska). www.transfermarkt.co.uk. https://www.transfermarkt.co.uk/john-carew/profil/spieler/3570. Läst 12 december 2021.
3. ↑  ”Den nye yndlingen”. rbkweb.no. http://www.rbkweb.no/vis/1. Läst 21 januari 2011.
4. ↑  ”Club facts”. rbkweb.no. http://www.rosenborg.info/english/info.shtml. Läst 21 januari 2011.
5. ↑  ”Tjener godt på Carew-overgang”. rbkweb.no. http://www.rbkweb.no/vis/815. Läst 21 januari 2011.
6. ↑  ”Villa secure Carew in Baros swap”. bbc.co.uk. http://news.bbc.co.uk/sport2/hi/football/teams/a/aston_villa/6280575.stm. Läst 21 januari 2011.
7. ↑  ”Carew Completes Loan Move”. stokecityfc.com. Arkiverad från originalet den 13 mars 2012. https://web.archive.org/web/20120313062615/http://www.stokecityfc.com/page/NewsDetail/0%2C%2C10310~2272528%2C00.html. Läst 21 januari 2011.
8. ↑  ”Farewell to Reo-Coker and Carew as released list announced”. avfc.co.uk. Arkiverad från originalet den 27 maj 2011. https://web.archive.org/web/20110527212512/http://www.avfc.co.uk/page/NewsDetail/0%2C%2C10265~2368005%2C00.html. Läst 27 maj 2011.
9. ↑  ”Carew gir til flodbølgeofrene”. dagbladet.no. http://www.dagbladet.no/sport/2004/12/30/418913.html. Läst 21 januari 2011.
10. ↑  ”Will big John be a big star? Former Villa and West Ham striker Carew turns to acting”. dailymail.co.uk. 16 januari 2013. http://www.dailymail.co.uk/sport/football/article-2263395/John-Carew-poses-decapitated-head-ex-Aston-Villa-West-Ham-striker-takes-acting.html.